# Constantino Méndez Martínez
Constantino Méndez Martínez   (Pontecesures, 25 d'octubre de 1950 - 13 d'agost de 2023) va ser un polític espanyol, que va exercir diversos càrrecs en l'Administració de l'Estat durant governs del PSOE.

## Biografia
Va néixer al municipi de Pontecesures (Pontevedra) el 25 d'octubre de 1950. Pertany al Cos de Titulats Superiors de la Seguretat Social. Ha estat director general de l'Institut Social de la Marina (entre 1983 i 1987) i de l'Institut Nacional de la Seguretat Social (entre 1987 i 1994). Entre 1993 i 1996, durant la V legislatura de les Corts Generals, va ser diputat per Pontevedra en el Congrés dins del Grup Parlamentari Socialista. Va ser vocal de les comissions d'Agricultura, Ramaderia i Pesca, i de Política Social i Ocupació. En 1994 va ser nomenat secretari d'estat per a les Administracions Públiques, fins a 1996.
Amb l'arribada al poder de José Luis Rodríguez Zapatero l'any 2004, va ser nomenat delegat del Govern a la comunitat autònoma de Madrid. El seu mandat es va caracteritzar per un enfrontament constant amb la presidenta de la regió, Esperanza Aguirre i amb Alfredo Prada, i fins i tot va ser reprovat per l'Assemblea de Madrid. Perjudicat políticament pel Cas Bono, va dimitir el 8 de maig de 2006, després de la condemna a dos agents de policia.
Aquest any va ser nomenat president de la Societat Estatal d'Infraestructures i Equipaments Penitenciaris, ja que va exercir fins a 2008. Després del canvi de govern és nomenat com a secretari d'Estat de Defensa sent ministra de Defensa Carme Chacón. Exerceix aquest càrrec fins a 2011, en què cessa després de la victòria electoral del PP.
Després de la victòria de la moció de censura de Pedro Sánchez en juny de 2018 el seu nom fou proposat en alguns mitjans de comunicació com a possible ministre de defensa, tot i que finalment fou nomenada Margarita Robles.